# Rotbugara

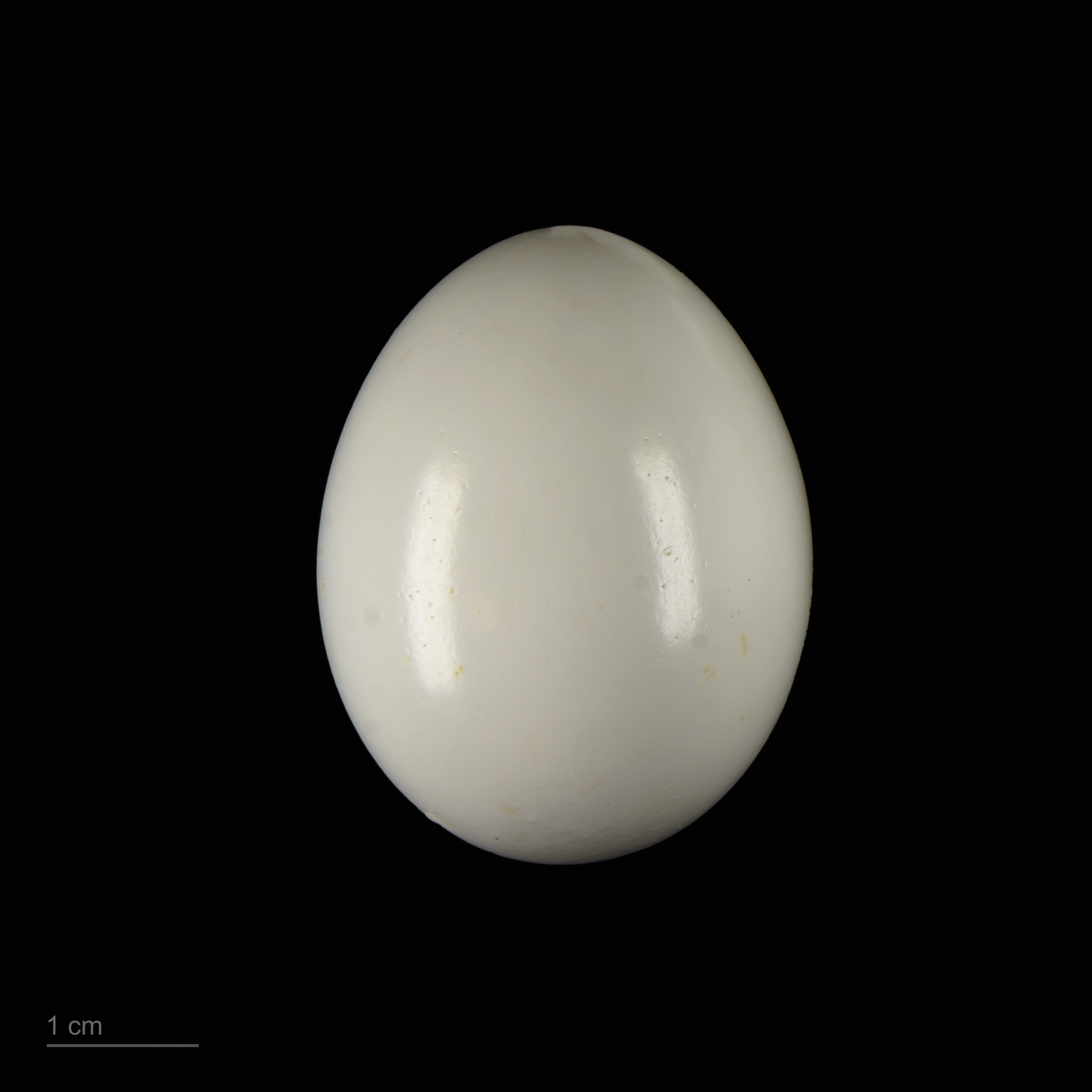
Ara severus

Der Rotbugara (Ara severus, Syn.: Ara severa) ist eine Papageienart aus der Gattung der Eigentlichen Aras (Ara) in der Familie der Eigentlichen Papageien (Psittacidae). Das Art-Epitheton severus kommt aus dem Lateinischen und bedeutet streng, herb, ernst aussehend.

## Merkmale
Der Rotbugara erreicht eine Körperlänge von 48 cm und ein Gewicht von 335 g. Er ist überwiegend grün gefärbt. Die 
Unterseiten der Flügel und der lange spitze Schwanz sind matt rot, der Flügelbug leuchtend rot. Die Oberseite der Handschwingen ist blau, die Oberseite der Armschwingen grün. Die Stirn ist kastanienbraun, der Oberkopf bläulich grün. Die Haut um die Augen ist unbefiedert und von weißer, bei wenig Licht gelblich erscheinender Farbe. Der Schnabel ist schwarz und die Iris der Augen orange bis gelb.

## Verbreitung und Lebensraum
Der Rotbugara ist nördlich und südlich des Orinoko, in Venezuela, Guyana, Surinam, frz. Guyana bis Maranhao, in Nordost-Brasilien und Nord-Bolivien verbreitet. Nördlichstes Verbreitungsgebiet ist der Osten von Panama. Man findet ihn in einer Vielzahl von Habitaten, im Tieflandregenwald, in Trockenwald, in Savannen und an Rändern von Regenwäldern, in Sumpfgebieten, Sekundärwäldern, in teilweise bewaldeter Landschaft und entlang von Flüssen.

## Gefährdung und Schutz
Der Rotbugara kommt recht häufig vor und wird von der International Union for Conservation of Nature and Natural Resources (IUCN) auf Grund des großen Verbreitungsgebietes und der anscheinend stabilen Population als nicht gefährdet (Least Concern, LC) eingestuft. Er ist im Washingtoner Artenschutzübereinkommen (CITES) im Anhang II und in der EG-Verordnung 709/2010 [EG] im Anhang B gelistet und streng bzw. besonders geschützt nach BNatSchG [BG] (Status: b).

## Lebensweise
Rotbugaras sind gewöhnlich paarweise oder in kleinen Gruppen von bis zu 20 Tieren anzutreffen und legen lange Strecken von den Rast- bis zu den Futterplätzen zurück. Die Ernährung ist vielfältig und reicht über verschiedene Früchte, Sämereien, Nüsse, Palmfrüchten und Beeren. Außerdem sucht er regelmäßig die so genannten Lehmlecken auf, die nach neueren Forschungen nicht der Mineralaufnahme, sondern der Neutralisierung von Pflanzengiften dienen. Er nistet in Baumhöhlen und in Höhlen in abgestorbenen Palmen. Eingeschleppt brütet er auch in Florida.